# Aechmea farinosa
Aechmea farinosa är en gräsväxtart som först beskrevs av Eduard August von Regel, och fick sitt nu gällande namn av Lyman Bradford Smith. Aechmea farinosa ingår i släktet Aechmea och familjen Bromeliaceae. Inga underarter finns listade i Catalogue of Life.

## Bildgalleri

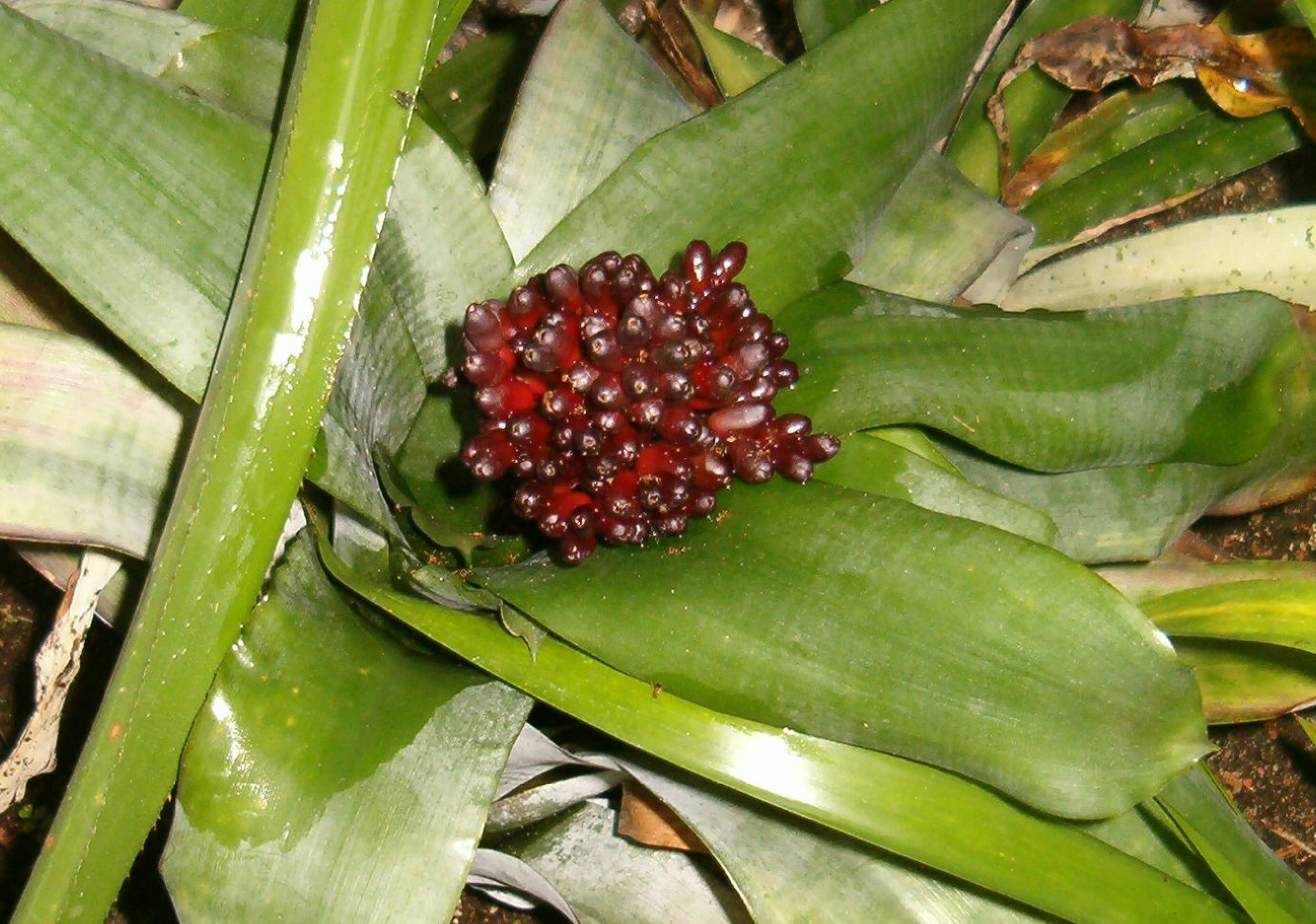
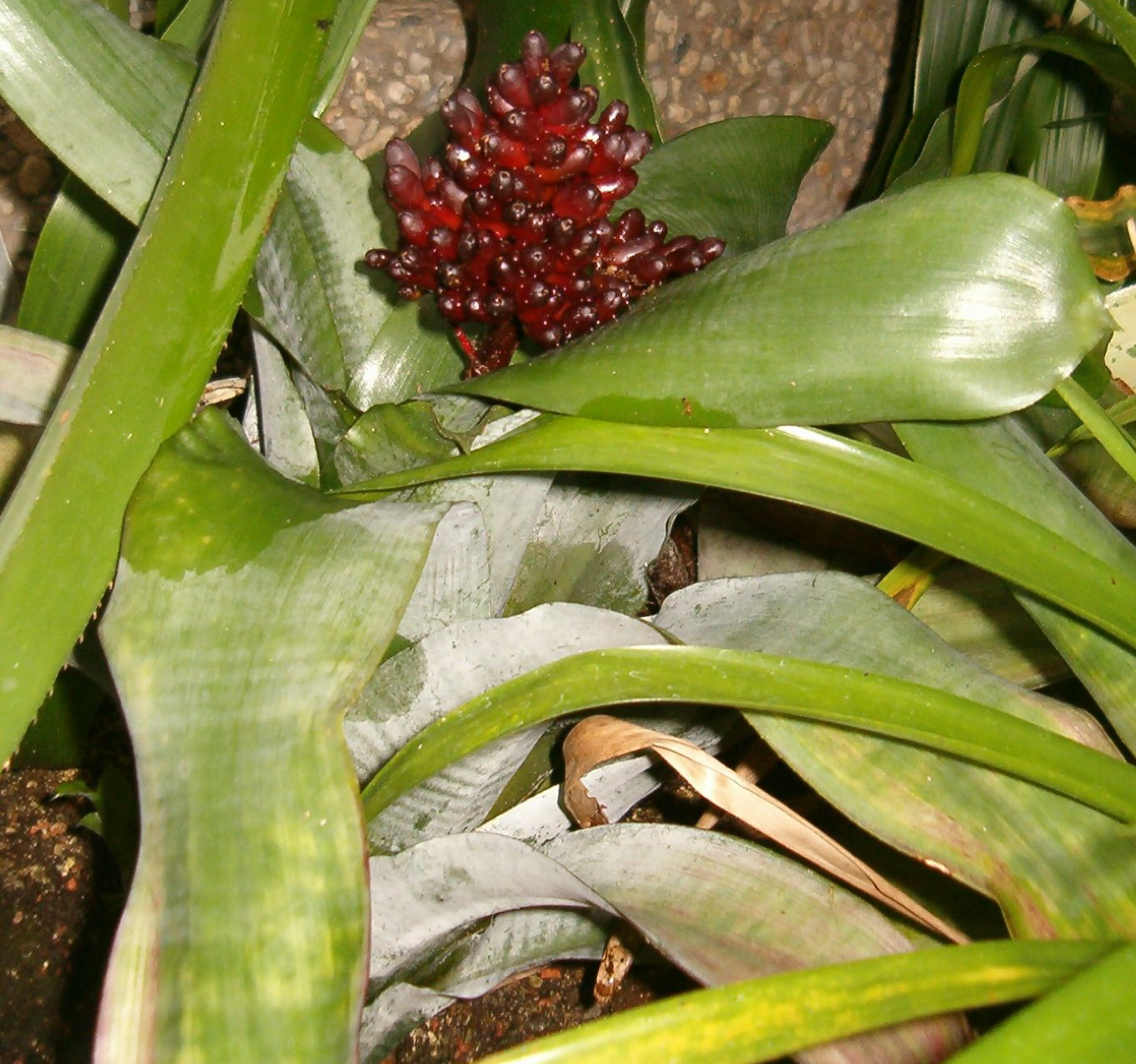
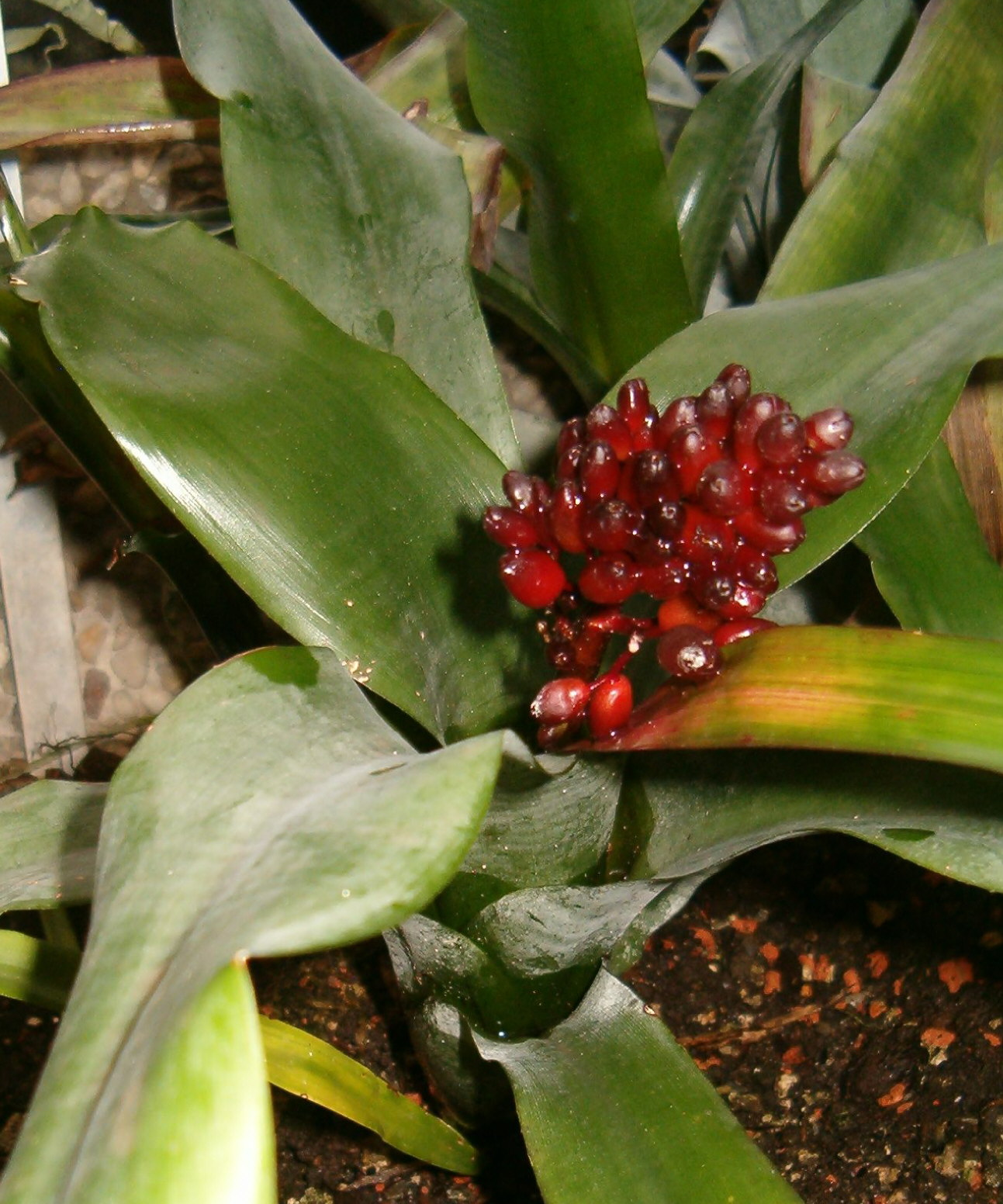